# Осинниківський міський округ
Оси́нниківський міський округ (рос. Осинниковский городской округ) — міський округ Кемеровської області Російської Федерації.
Адміністративний центр — місто Осинники.

## Історія
Осинники отримали статус міста обласного підпорядкування 1938 року. 1959 року у підпорядкування міськраді перейшло новоутворене місто Калтан. У 1961-1963 та 1987-1989 роках існував Осинниківський район, при цьому місто Осинники не мало статусу обласного і входило до складу району. 1993 року виокремилась Калтанська міська рада обласного підпорядкування.
Станом на 2002 рік міській раді підпорядковувались 2 селищні та 1 сільська ради:
| Поселення                  | Площа, км² | Населення, осіб (2002) | К-ть НП | Населені пункти                                                                    |
| -------------------------- | ---------- | ---------------------- | ------- | ---------------------------------------------------------------------------------- |
| Осинниківська міська рада  | -          | 51057                  | 1       | місто Осинники                                                                     |
| Малиновська селищна рада   | -          | 10298                  | 5       | селище міського типу Малиновка, селища Верх-Теш, Карчагол, Новий Пункт, Підкорчияк |
| Тайжинська селищна рада    | -          | 5192                   | 1       | селище міського типу Тайжина                                                       |
| Сарбалинська сільська рада | -          | 1136                   | 1       | селище Сарбала                                                                     |

2004 року Осинниківська міська рада перетворена в Осинниківський міський округ, селищні та сільська ради були ліквідовані. 2010 року селища Верх-Теш, Малиновка, Новий Пункт та село Сарбала передані до складу Калтанського міського округу, селища Карчагол та Підкорчияк — до складу Новокузнецького району.

## Населення
Населення — 46665 осіб (2019; 60918 в 2010, 67683 у 2002).

## Населені пункти
| № | Населений пункт | Населення, осіб (2002) | Населення, осіб (2010) |
| - | --------------- | ---------------------- | ---------------------- |
| 1 | Осинники, місто | 51057                  | 46001                  |
| 2 | Тайжина, селище | 5192                   | 5011                   |